# Mount Hobbs
Mount Hobbs ist ein 1135 m hoher Berg im westantarktischen Queen Elizabeth Land. In der Neptune Range der Pensacola Mountains ragt er als höchste Erhebung der Williams Hills auf.
Der United States Geological Survey kartierte ihn anhand eigener Vermessungen und Luftaufnahmen der United States Navy aus den Jahren von 1956 bis 1966. Das Advisory Committee on Antarctic Names benannte ihn 1968 nach Ensign James W. Hobbs von der US Navy, der im antarktischen Winter 1958 zur Mannschaft auf der Ellsworth-Station gehört hatte.